# Philodina alata
Philodina alata är en hjuldjursart som beskrevs av Murray 1910. Philodina alata ingår i släktet Philodina och familjen Philodinidae. Inga underarter finns listade i Catalogue of Life.